# Hugo Descat
Hugo Descat (París, 16 de agosto de 1992) es un jugador de balonmano francés que juega de extremo izquierdo en el Telekom Veszprém. Es internacional con la selección de balonmano de Francia.
Su primer gran campeonato con la selección fue el Campeonato Mundial de Balonmano Masculino de 2021.

## Palmarés

### Selección nacional
| Juegos Olímpicos   | Juegos Olímpicos | Juegos Olímpicos | Juegos Olímpicos |
| Año                | Lugar            | Medalla          |                  |
| ------------------ | ---------------- | ---------------- | ---------------- |
| 2020               | Tokio            | Medalla de oro   |                  |
| Campeonato Europeo |                  |                  |                  |
| Año                | Lugar            | Medalla          |                  |
| 2024               | Alemania         | Medalla de oro   |                  |

### Dinamo de Bucarest
- Liga Națională (2): 2018, 2019
- Supercopa de Rumania de balonmano (2): 2018, 2019

### Veszprém
- Liga húngara de balonmano (1): 2024
- Copa de Hungría de balonmano (1): 2024
- Campeonato Mundial de Clubes de Balonmano (1): 2024

## Clubes
| Club                 | País    | Año         |
| -------------------- | ------- | ----------- |
| US Créteil HB        | Francia | 2011 - 2017 |
| Dinamo de Bucarest   | Rumania | 2017 - 2019 |
| Montpellier Handball | Francia | 2019 - 2023 |
| Telekom Veszprém     | Hungría | 2023 - Act. |